# Kroket

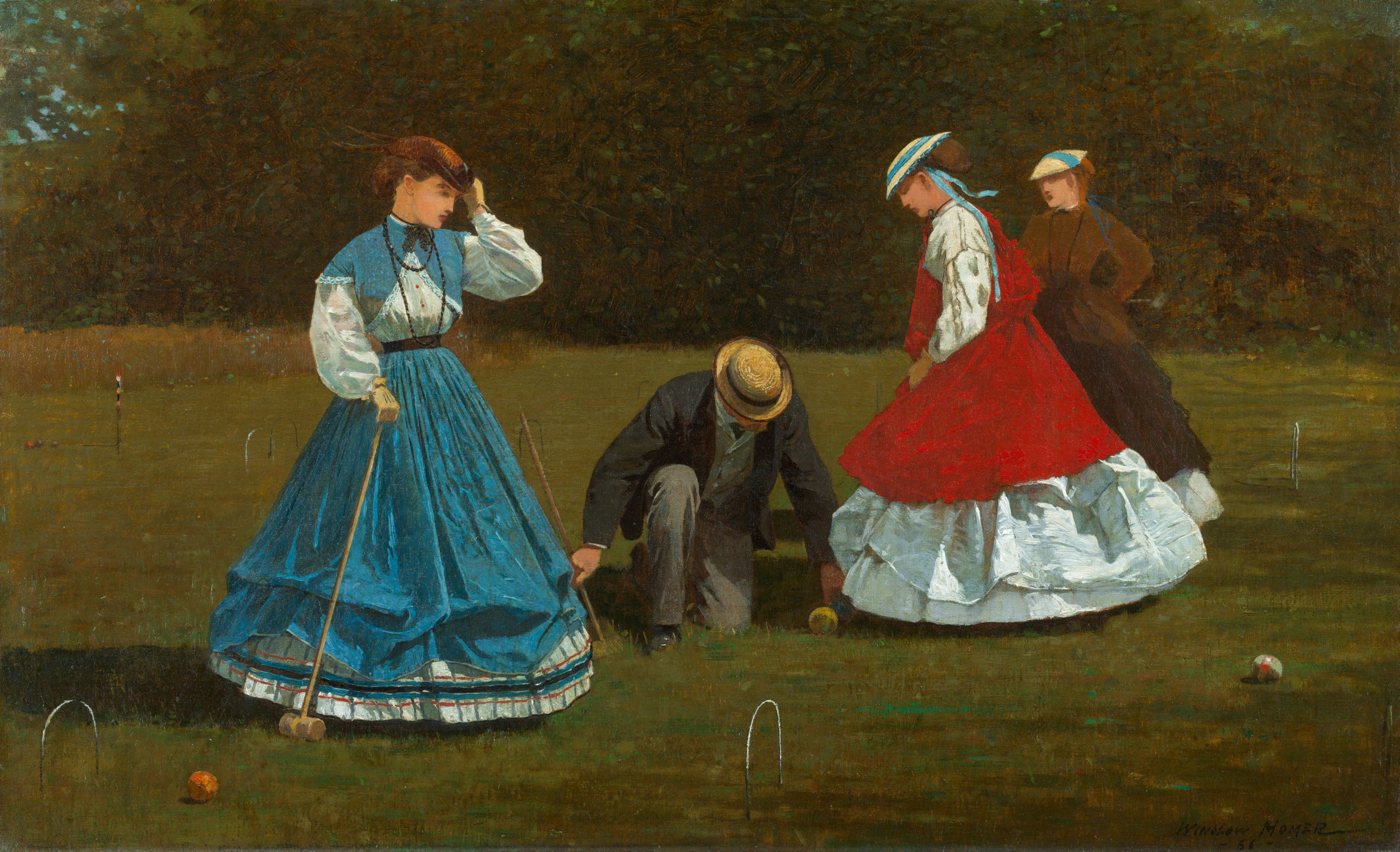
Winslow Homer: Croquet, 1864

Kroket (někdy mylně zaměňován s kriketem) je hra a sport, ve kterém se na travnatém hřišti (kurtu) holí podobnou dřevěné palici údery posouvají koule skrz branky k cílovému kolíku.

## Pravidla
Pravidla mezinárodního, takzvaného asociačního kroketu jsou poměrně složitá. Kromě těchto pravidel existuje mnoho různých variant hry. Mezi nejrozšířenější patří americký, zahradní a golfový kroket.
Následuje výtah z pravidel asociačního kroketu zahrnující obvyklé situace při hře.

### Vybavení

Plánek kroketového kurtu s naznačeným pořadím průjezdů branek s vyznačenými startovními čarami

Kurt je obdélníková travnatá plocha o rozměrech 32 na 25,6 m (35 na 28 yardu). Kurt může být i menší, ale musí se zachovat poměr stran. Pás jednoho yardu od okraje hřiště směrem dovnitř se nazývá pomezí. Na kurtu je rozestavěno šest 10 cm vysokých branek a cílový kolík ve středu hřiště vyčnívající o 45 cm. Hrací koule o průměru 92 mm mají hmotnost 454 gramů a barvy modrou, černou, červenou a žlutou. Branka, na níž koule jede, je označena stejnobarevným kolíčkem. Hole skládající se z násady a kladiva jsou dřevěné nebo z obdobného materiálu. Kladiva jsou symetrická s plochými, rovnoběžnými koncovými stranami.

### Cíl hry
Ve hře soupeří dvě strany, jedna s modrou a černou koulí, druhá s červenou a žlutou. Ve dvojhře (singl) hraje jeden hráč se dvěma koulemi, ve čtyřhře (deblu) má každý ze čtyř hráčů svou vlastní kouli. Vyhrává ta strana, která jako první projede oběma koulemi v určeném pořadí skrz všechny branky a zasáhne kolík.

### Začátek hry
Los určí, která strana určí, jakou dvojicí koulí bude hrát, nebo která začne hrát první. Nevylosovaná strana tedy určuje, co neurčila vylosovaná. Koule se do hry vpravují z kterékoli ze startovních čar. V prvních čtyřech tazích musí být do hry zahrány všechny čtyři koule.

### Tahy
Strany se v tazích střídají. Na začátku každého tahu si strana určí, s kterou svojí koulí bude hrát, ve čtyřhře se tedy spoluhráči domluví, kdo právě bude hrát – bude striker. Během tahu se musí hrát stále se stejnou koulí.
V jednom tahu se zahrává nejméně jeden úder. Další úder lze získat buď tím, že strikerova koule buď projede další brankou v pořadí a získá tím bod, nebo zásahem jiné koule (roquet). V druhém případě získává krokovací úder (viz níže) a další pokračovací, obyčejný úder.
Po projetí koule všemi brankami se z ní stává pirát. Ten se buď může odstranit ze hry tím, že zasáhne cílový kolík, nebo může ovlivňovat hru zbývajících koulí ve hře.

### Bodování
Body se získávají za projetí správné branky správným směrem. Bod může koule získat i za projetí brankou při hře jinou koulí. V tom případě ale za to nikdo nezískává úder navíc. Koule získává bod i při svém vykolíkování.
Skóre strany je součet bodů vlastních koulí. Výsledné skóre hry se často uvádí jen jako rozdíl mezi celkovými součty bodů stran.

### Roquet
Roquet je zásah jiné koule strikerovou koulí. Po něm striker získává dva údery: krokovací (viz níže) a pokračovací. Roquet nastává jen při zásahu takzvané živé koule. Živými koulemi se stávají všechny koule na začátku každého tahu nebo po projetí strikerovy koule následující brankou. Po provedení krokovacího úderu se krokovaná koule stává mrtvou, kterou až do jejího obživnutí již nelze requetovat. Zasažení mrtvé koule ale není nijak penalizováno. Při zásahu vícero koulí při jednom úderu se za roquetovanou považuje jen první zasažená živá koule.
Pokud se na začátku hry stranou vybraná koule dotýká jiné koule, považuje se tato za roquetovanou a hráč provádí rovnou krokování.
Strikerova koule může nejprve projet brankou a pak roquetovat jinou kouli. Koule, která při úderu roquetuje jinou kouli, může následně ovlivnit další koule ve hře jako při normálním úderu. Po roquetování si ale nemůže v tomtéž úderu připsat bod za projetí branky, i kdyby ji projela.

### Krokování
Krokování se provádí přemístěním strikerovy koule těsně k právě roquetované kouli a úderem do vlastní koule. Během úderu se musí obě tyto koule alespoň zachvět. Při krokování může strikerova koule projet brankou nebo roquetovat další kouli.
Po krokovacím úderu následuje jeden pokračovací úder. Pokračovací úder může být vždy jen jeden v řadě. Při průjezdu dvou branek hráč tedy získává jen jeden pokračovací úder. Podobně pokud koule projede brankou při krokovacím úderu, následuje jen jeden pokračovací úder. Když koule při jednom úderu projede brankou a následně roquetuje kouli, musí se ihned přistoupit ke krokování.

### Koule mimo kurt
Po každém úderu se všechny koule kromě strikerovy přemístí z pomezí na pomezní čáru, co nejblíže místu, kde ležela. strikerova koule se z pomezí na pomezní čáru přesouvá až po ukončení tahu.
Kterákoli koule opustivší kurt se ihned po ukončení úderu umístí na pomezní čáru nejblíže místu, kde opustila kurt. Výjimkou je samozřejmě koule, která právě roquetovala jinou kouli, protože ta se musí přemístit kvůli následnému krokování.